# Chondrodactylus
Chondrodactylus – rodzaj jaszczurek z rodziny gekonowatych (Gekkonidae).

## Zasięg występowania
Rodzaj obejmuje gatunki występujące w Afryce.

## Systematyka

### Etymologia
- Homodactylus: gr. ὁμως homōs ‘zarówno, razem’[5]; δακτυλος daktulos ‘palec’[6]. Typ nomenklatoryczny: Homodactylus turneri Gray, 1864.
- Chondrodactylus: gr. χονδρος khondros ‘szorstki, ziarnisty’[7]; δακτυλος daktulos ‘palec’.

### Podział systematyczny
Do rodzaju należą następujące gatunki:
- Chondrodactylus angulifer Peters, 1870
- Chondrodactylus bibronii (Smith, 1846)
- Chondrodactylus fitzsimonsi (Loveridge, 1947)
- Chondrodactylus laevigatus (Fischer, 1888)
- Chondrodactylus pulitzerae (Schmidt, 1933)
- Chondrodactylus turneri (Gray, 1864) – gekon leśny